# Zuisen-ji
Le Kinbyōzan Zuisen-ji (錦屏山瑞泉寺) est un temple bouddhiste de la secte Rinzai situé dans la vallée Momijigayatsu (紅葉ヶ谷, « vallée des feuilles d'automne ») de Nikaidō (en) près de Kamakura au Japon. Durant l'époque de Muromachi, c'est le temple familial des maîtres Ashikaga de Kamakura (les Kantō kubō) : quatre des cinq kubō y sont enterrés dans un cimetière fermé au public, et le premier kubō Ashikaga Motouji est aussi connu sous le nom Zuisen-ji-den (瑞泉寺殿). Conçu par Musō Soseki (aussi connu sous le nom Musō Kokushi), célèbre personnalité religieuse zen, poète et réalisateur de jardin zen, le temple, célèbre pour son jardin et son jardin de pierres zen, se trouve au sommet d'une colline isolée. La beauté et la quantité de ses plantes lui ont acquis depuis l'Antiquité le surnom de « Temple des fleurs »  (花の寺). Le principal objet de vénération est Jizō Bosatsu,. Le Zuisen-ji est un « site historique » et contient de nombreux objets classés bien culturel important et lieux de mémoire.

## Histoire
Musō Soseki n'est pas seulement le prêtre fondateur du temple, c'est aussi son principal concepteur. Nikaidō Dōun, son parrain, est le seigneur de Kai dans l'actuelle préfecture de Yamanashi où Musō passe sa jeunesse. À l'origine, le nom de la famille de Dōun est Fujiwara mais il est remplacé par « Nikaidō »  parce que la résidence familiale se trouve à Nikaidō. Il est probable qu'il aide Musō parce que le temple de ce dernier est construit dans la région qui donne son nom à sa famille.
Musō, qui durant sa vie bénéficie du soutien de puissants personnages comme l'empereur Go-Toba, le neuvième shikken Hōjō Sadatoki et le onzième shikken Hōjō Takatoki,  choisit l'emplacement actuel parce qu'il croit qu'il est idéal pour un temple zen. En 1326, il quitte un temple appelé Nanpō-in près du Engaku-ji pour la vallée Momijigayatsu afin de diriger la construction de l'ouvrage. Fondé en 1327 sous le nom Zuisen-in (瑞泉院), le Zuisen-ji dans sa première version, achevée en 1328, consiste en un temple à la déesse Kannon (un Kannonden), un belvédère (le Henkai Ichirantei (遍界一覧亭)) et un jardin zen. Après la chute du shogunat de Kamakura en 1333, le Zuisen-ji passe sous la protection de la famille Ashikaga. Le premier Kantō kubō Ashikaga Motouji, fils de Ashikaga Takauji, choisit d'y être enterré, commençant ainsi une tradition. C'est au cours de cette période et sous son parrainage que le nom est changé et que le temple prend sa forme définitive. En 1386, il est désigné premier des Kantō Jissetsu, groupe de temples deuxième en puissance seulement après les cinq grands temples. À l'apogée de son pouvoir, il possède plusieurs sous temples, dont un dédié à la mère d'Ashikaga Takauji et un autre à Ashikaga Motouji, mais aucun d'eux n'a survécu. Le Zuisen-ji dans son ensemble est un important centre de développement de la littérature des cinq montagnes, et des personnalités comme Gidō Shūshin y vivent et y travaillent.
Au cours de l'époque d'Edo, Tokugawa Mitsukuni fait restaurer le temple et donne une statue de bois de Kannon aux mille bras, déesse de la miséricorde, destinée à être hébergée dans le belvédère comme objet principal de culte du Zuisen-ji. Le Shinpen Kamakurashi, livre guide de 1685 de Kamakura commandé par Mitsukuni qui a un grand impact sur l'histoire de la ville, est composé au belvédère par Kawai Tsunehisa, Matsumura Kiyoyuki et Rikiishi Tadakazu.
Le bâtiment d'origine, comme les autres, a disparu, mais la statue nous est parvenue et se trouve dans le bâtiment principal du temple.

## Caractéristiques

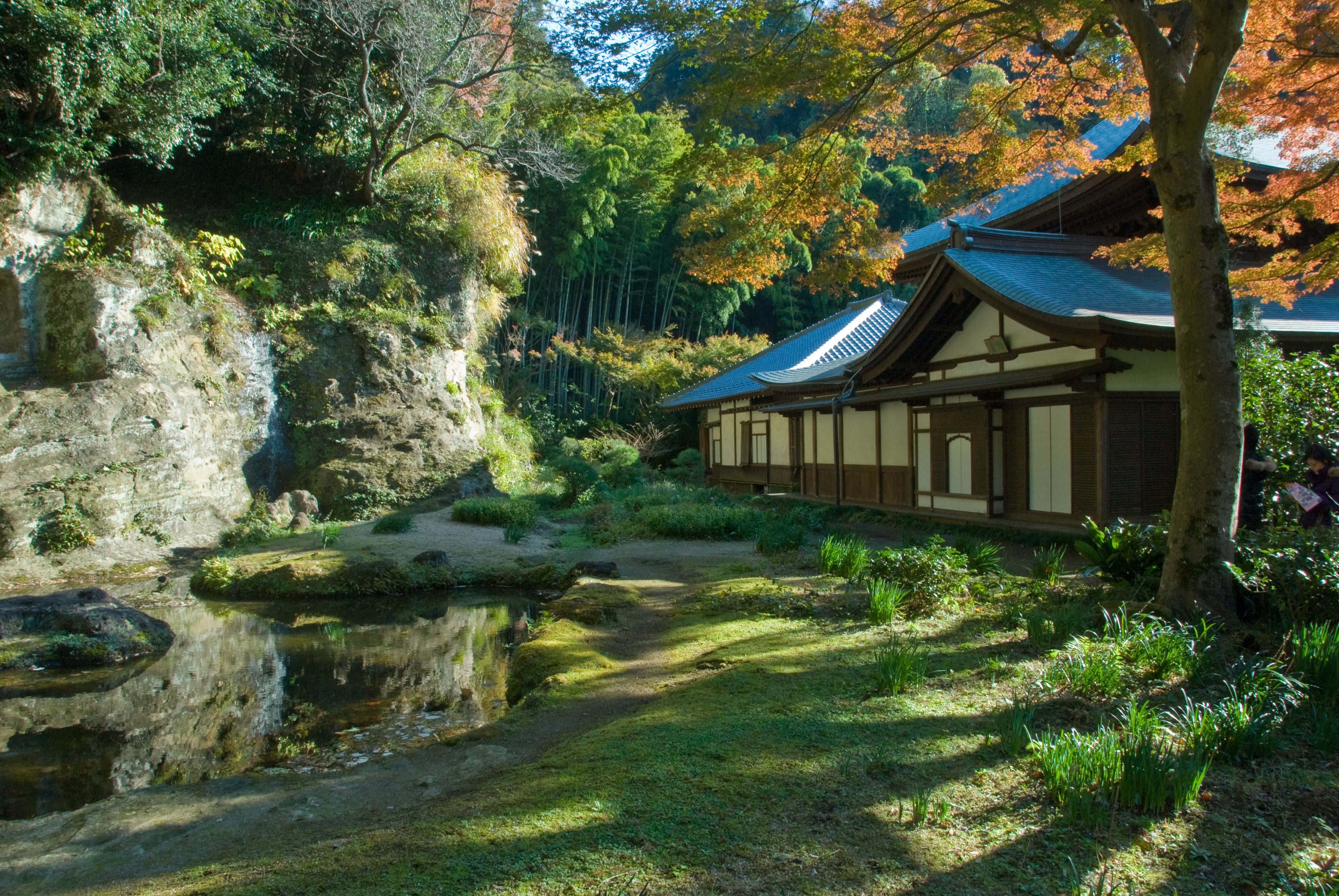
Le jardin sec zen avec le lac et le butsuden.

### Le Yōan-ji
L'étroite route qui tourne à droite avant la billetterie conduit à une stèle marquant l'endroit où se tenait un temple appelé Yoan-ji (永安寺). C'est là qu'Ashikaga Mochiuji, le quatrième kubo, qui s'est rebellé contre le shogunat, mène en 1439 son dernier combat contre les forces du shogun Ashikaga Yoshinori et finit par s'éventrer pour éviter la honte d'être fait prisonnier. Il est enterré avec trois autres kubo dans un petit cimetière à l'intérieur du Zuisen-ji (fermé au public). Sur la stèle se lit cette inscription :  
« Lorsque le Kantō kubō Ashikaga Ujimitsu meurt le 11 janvier 1398, il reçoit le nom posthume « Yōanji Hekizan Zenkō » (永安寺壁山全公). Son fils Ashikaga Mitsukane construit ce temple et lui donne le nom posthume de son père. Dombo Ushūō, l'oshō (en) du temple, est un disciple de Musō Soseki. Le 24 mars 1439, le kubō Mochiuji, descendant de Ujimitsu, combat le shogun Yoshinori à cet endroit, est défait et s'éventre. Le temple est incendié et jamais reconstruit. C'est ici qu'il se tenait.
 Stèle érigée par le Kamakuramachi Seinendan en mars 1926. »

### Le temple
Le chemin vers le temple commence à monter sur la colline et se divise en deux. Le chemin d'accès à droite est celui d'origine construit par Musō Soseki, et à son début se trouve une stèle de pierre brune qui rappelle les faits (voir photo).

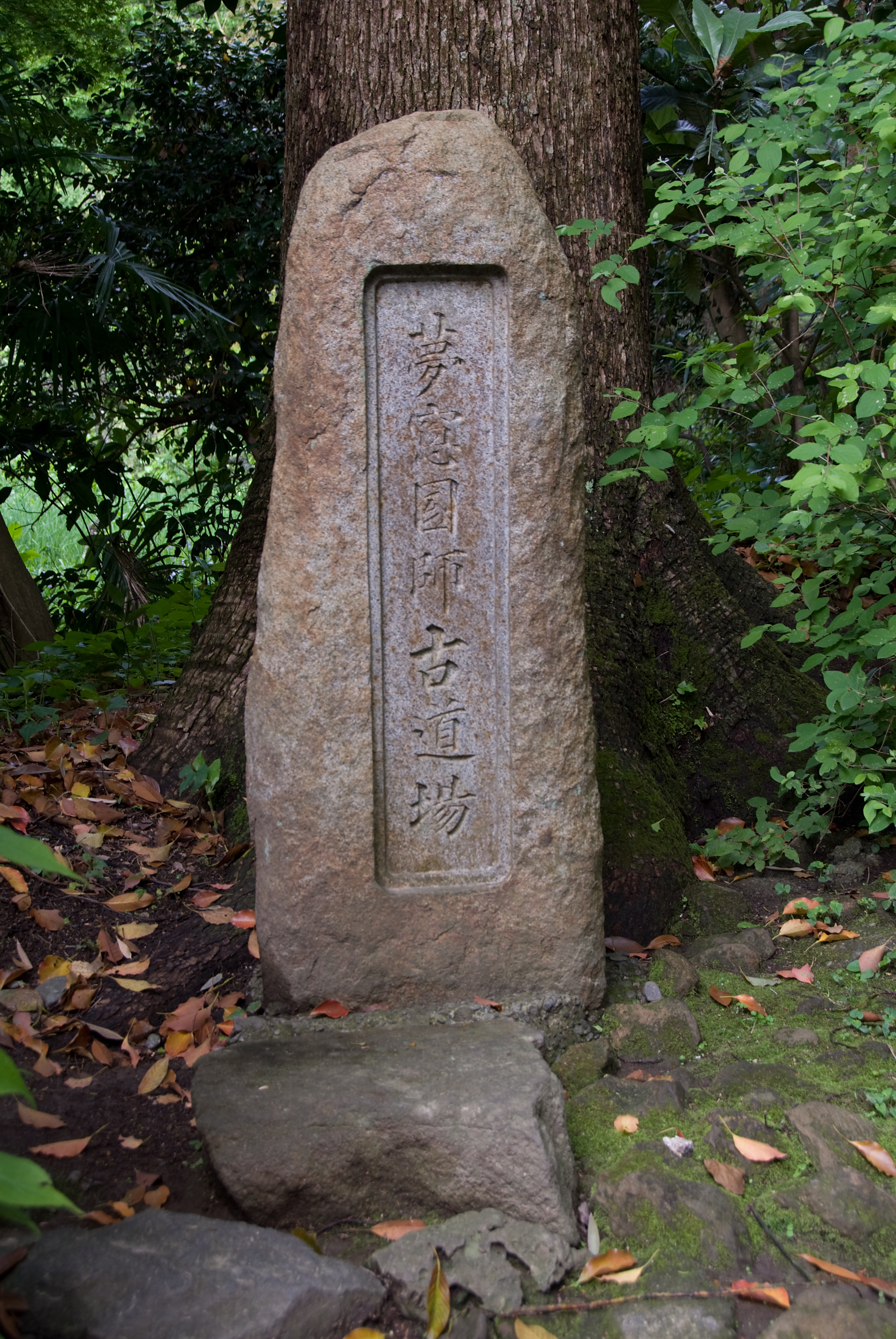
La stèle au début de l'ancienne route de Musō Soseki

Le complexe du temple est désormais relativement limité et ses bâtiments sont neufs, à l'exception du kyakuden (客殿, bâtiment de réception), reconstruit au début de l'époque d'Edo et apporté ici en provenance du Kinzō-in (金蔵院) de Yokohama en 1963. Le Henkai Ichirantei, le belvédère construit à l'origine par Musō Soseki et d'où l'on peut contempler le mont Fuji, est hors de vue à l'arrière, au-delà du jardin de rocaille zen et fermé aux visiteurs,.  
Derrière le temple se trouve un groupe d'environ 80  yagura, tombeaux typiques de Kamakura et qui sont des grottes creusées dans la roche. Le groupe est connu sous le nom « groupe yagura du Zuisen-ji » (瑞泉寺やぐら群).
Derrière le bâtiment principal, le jardin de rocaille Zen conçu par Musō Soseki se compose d'un étang avec un pont en voûte, d'une cascade, d'une petite île et d'une grotte. Il était entouré de plantes, mais elles ont été enlevées en 1969 pour créer le paysage actuel, fidèle aux plans originaux. Les marches visibles à l'arrière-plan mènent au Ichirantei. Le jardin est désigné  « Lieu national de beauté scénique ». L'extrême simplicité du jardin zen contraste avec le jardin en face du bâtiment principal, considéré comme le plus beau de Kamakura.
Le cimetière du temple abrite les tombes de nombreux hommes de lettres célèbres et d'intellectuels.